# Штейнгауз, Евгений Оскарович
Евгений Оскарович Штейнгауз (1906—1978) — советский энергетик-экономист, доктор экономических наук, первый (вместе с Л. А. Мелентьевым) лауреат премии им. Г. М. Кржижановского.

## Биография
Родился в 1906 году в Москве в семье австрийского подданного Оскара (Максимовича) Штейнгауза (1877—1932), в дальнейшем — известного советского электротехника.
В середине 1920-х годов работал монтёром телефонного узла связи Кремля.
После окончания Московского энергетического института (1930) работал в Государственном институте проектирования городов, затем в Госплане СССР и в Институте высоких температур АН СССР.
Преподавал и вёл научную деятельность в Московском инженерно-экономическом институте.
Кандидат технических наук (1948), доктор экономических наук (1968).
Учёный в области разработки комплексно-энергетического метода исследования и планирования топливно-энергетического хозяйства.
Первый (вместе с Л. А. Мелентьевым) лауреат премии им. Г. М. Кржижановского.
Женился на Татьяне Васильевне Мартьяновой (1908-2005), которая была специалистом по топливно-энергетическому комплексу. Их сын — Василий Евгеньевич Штейнгауз, кандидат технических наук.
Умер в 1978 году после тяжёлой болезни.